# 케로 원
케로 원 (Kero One)은 캘리포니아주 샌프란시스코 출신 한국계 미국인 힙합 음악가이며 맵더소울의 명예 멤버이다.

## 역사
케로 원은 원래 웹 디자이너로 일을 했었다. 자신의 첫 번째 싱글을 신용 카드로 집에서 홈 레코딩으로 직접 50장을 제작했다. 첫 생산된 것은 케로 원의 공연을 보고 흥미롭게 보던 한 일본인 DJ의 도움을 받아 도쿄에 있는 한 음반 가게에서 팔리기 시작했다. 이어 일본에서 공연을 가지면서 일본 음반사와의 계약을 하고 3천 장의 판매고를 올린다. 2005년 직접 제작한 첫 번째 음반인 《Windmills of the Soul》은 리믹스 (Reemix) 지에서 2006년 최고의 힙합 음반에 후보로 오르고, 2007년엔 독립 레이블인 플러그 레이블을 설립한다. 또한 다이나믹 듀오의 3번째 정규 음반 《Enlightened》에 〈지구본 뮤직〉에 참여하며 한국에도 이름을 알리기 시작한다. 이어 2008년에는 페니의 음반인 《Alive! Soul Cutz Vol.1》에 참여해 MYK와 함께 작업하기도 하였다.
2009년에는 에픽하이, 다이나믹 듀오 등 한국 아티스트들이 참여한 두 번째 음반 《Early Believers》를 발매한다. 이후 에픽하이의 음반 《魂 : Map the Soul》에 피처링으로 참여하고 맵더소울 명예아티스트로서 2009년 5월에는 에픽하이의 월드 투어에 합류하여 같이 공연을 하였다. 또한 에픽하이 6집 《[e]》에 수록된 〈Rocksteady〉에 참여하였다.
케로 원의 음악 스타일에 대해서 "커먼과 큐-팁, 칸예 웨스트와 비교되긴 하지만 케로 원의 음악은 매우 자신감 넘친다"고 평가받는다.

## 수상
- MSN 뮤직 선정 2004년 최고의 인디 힙합 부문 5위[2]
- Cnet 다운로드 닷컴 선정 네티즌이 가장 많이 내려받은 음악가 4위[3]
- HMV, 일본 타워 레코드 가장 많이 팔린 언더그라운드 힙합 부문 2위[4]
- 일본 아이튠즈 가장 많이 다운로드한 음반 10위[5]

## 음반

### 정규 음반
| 발매 | 제목                                    | 레이블                               |
| ---- | --------------------------------------- | ------------------------------------ |
| 2006 | 《Windmills of the Soul》               | 플러그 레이블                        |
| 2006 | 《Windmills of the Soul Instrumentals》 | 플러그 레이블                        |
| 2008 | 《Kero One Presents..Plug Label》       | 플러그 레이블                        |
| 2009 | 《Early Believers》                     | 플러그 레이블, 맵더소울, 엠넷 미디어 |
| 2010 | 《Kinetic World》                       | 플러그 레이블                        |

### 싱글
| 발매 | 제목                                                           | 레이블        |
| ---- | -------------------------------------------------------------- | ------------- |
| 2003 | "Check the Blueprints"                                         | 플러그 레이블 |
| 2004 | "Check The Blueprints" (King Most Remix)                       | 플러그 레이블 |
| 2005 | "Keep It Alive"                                                | 플러그 레이블 |
| 2005 | "My Story"                                                     | 플러그 레이블 |
| 2006 | "In All the Wrong Places/ Give Thanks" (Sound Providers Remix) | 플러그 레이블 |

### 참여곡
| 발매 | 제목                                                               | 레이블                      |
| ---- | ------------------------------------------------------------------ | --------------------------- |
| 2007 | 라누 〈It's Time〉 feat. Kero One                                  | 트루 더우츠/유비쿼티 레코드 |
| 2008 | 페니 〈Wake Up〉 feat. Kero One, MYK                               | 엠넷 미디어                 |
| 2008 | 라샨 아흐메드 〈Here We Go〉 (prod. by Kero One)                   | 옴 힙합                     |
| 2008 | Nomak feat. Abstract Rude 〈Hey Mom〉 (Kero One Remix)             | 휴즈 소울                   |
| 2008 | Talib Kweli 〈In the Pocket〉 (Kero One Remix)                     | 맨하탄 레코드/HMV           |
| 2009 | 에픽하이 〈Map The Soul [Worldwide Version]〉 Feat. MYK, Kero One  | 맵더소울, 엠넷미디어        |
| 2009 | 에픽하이 〈Rocksteady〉 (feat. Kero One, Dumbfoundead, MYK, Rakka) | 맵더소울, 엠넷미디어        |

## 인용
1. ↑  Garcia, Cathy Rose A. "Rapper-DJ Kero One Makes Waves in US" 《코리아 타임즈》, 2009년 6월 15일.
2. ↑   보관됨 2011-07-15 - 웨이백 머신, 《플러그 레이블》.
3. ↑   보관됨 2011-07-15 - 웨이백 머신, 《플러그 레이블》.
4. ↑   보관됨 2006-12-14 - 웨이백 머신, 《플러그 레이블》.
5. ↑   보관됨 2011-07-15 - 웨이백 머신, 《플러그 레이블》.